# Lluidas Vale
Lluidas Vale (engelska: Luidas Vale) är en ort i Jamaica.   Den ligger i parishen Parish of Saint Catherine, i den centrala delen av landet, 40 km väster om huvudstaden Kingston. Lluidas Vale ligger 387 meter över havet och antalet invånare är 3 163. Den ligger på ön Jamaica.
Terrängen runt Lluidas Vale är kuperad. Runt Lluidas Vale är det tätbefolkat, med 442 invånare per kvadratkilometer. Närmaste större samhälle är Ewarton, 9,2 km nordost om Lluidas Vale. I omgivningarna runt Lluidas Vale växer i huvudsak städsegrön lövskog.